# 悪魔の植物人間
『悪魔の植物人間』（The Mutations）は、1974年製作のマッドサイエンティストを題材にしたホラー映画である。DVD発売時のタイトルは『ザ・フリークメーカー』。

## 概要
『007は二度死ぬ』などで知られるイギリス出身のベテラン俳優ドナルド・プレザンスがマッドサイエンティストに扮した本作。監督は1947年に『黒水仙』の撮影監督としてアカデミー撮影賞を受賞したジャック・カーディフが務めた。生物の進化を熱心に研究するがあまり、植物と人間を併合させる科学者の狂気を描いたホラー映画である。DVD発売時には、本来のタイトルではなく『ザ・フリークメイカー』というタイトルで発売されたが、後に従来のタイトル『悪魔の植物人間』としてのバージョンも発売もされた。
もともとノルター教授にはヴィンセント・プライスが候補に挙がっていたが、最終的にプレザンスが演じた。また劇中登場する主人公の助手でトム・ベイカー演じるリンチをはじめ、教授の遺伝子操作によって創造された新人種たちは特殊メイクや造形などによるものだが、サーカス一座の見世物小屋の団員たちは実際にメイクなしの奇形者らが出演している。

## あらすじ
大学教授で科学者のノルター教授（ドナルド・プレザンス）は、生物の神秘に魅せられるがあまり、自身が勤務する大学の生徒たちを助手のリンチ（トム・ベイカー）に誘拐させては植物と併合させる人体実験を行う男でもあった。そしてノルター教授自身の研究室で遺伝子改造手術を行うも、手術に失敗した実験台の学生たちは、サーカス一座の見世物小屋に送られるという悲惨な末路を辿るのだった。ノルター教授の実験の主旨は、水と光だけで成長が出来る人間を作り上げることに成功すれば、食糧危機にも人類が対応できるというものなのだが、既に実験台となってしまった学生たちには悲劇が待っていた。一方で誘拐を実行し、教授の助手を務めるリンチもそのサーカス一座の一員で、自身の奇形をノルター教授が整形手術で治してくれると信じノルター教授の片腕として犯行に及んでいた。ある日、そんなリンチから誘拐された男子学生のトニー（スコット・アンソニー）は、ノルター教授から食虫植物の併合手術を施されてしまう。

## キャスト
| 役名         | 俳優                 | 日本語吹替                    |
| 役名         | 俳優                 | 東京12ch版                    |
| ------------ | -------------------- | ----------------------------- |
| ノルター教授 | ドナルド・プレザンス | 大木民夫                      |
| リンチ       | トム・ベイカー       | 飯塚昭三                      |
| ブライアン   | ブラッド・ハリス     | 筈見純                        |
| ヘディ       | ジュリー・エーゲ     | 吉田理保子                    |
| バーンズ     | マイケル・ダン       | 水鳥鉄夫                      |
| トニー       | スコット・アンソニー | 石丸博也                      |
| ローレン     | ジル・ハワーズ       | 芝田清子                      |
| 不明 その他  |                      | 千田光男 玄田哲章 片岡富枝    |
|              |                      |                               |
| 演出         | 演出                 | 福永莞爾                      |
| 翻訳         | 翻訳                 | 安西香織                      |
| 効果         | 効果                 | 重秀彦                        |
| 調整         |                      |                               |
| 制作         | 制作                 | 東北新社                      |
| 解説         |                      |                               |
| 初回放送     | 初回放送             | 1979年8月2日 『木曜洋画劇場』 |

※DVDには再放送時の短縮版が、Blu-rayには初回放送時の延長枠版が収録。

## スタッフ
- 監督：ジャック・カーディフ
- 脚本：エドワード・マン、ロバート・D・ワインバック
- 製作：ロバート・D・ワインバック
- 音楽：ベイジル・カーチン
- 撮影：ポール・ビーソン